# Долина Озер
Долина Озер (монг. Нууруудын хөндий) — міжгірська западина, розташована на південному заході Монголії, між горами Хангай та Гобійським Алтаєм. Долина лежить на висоті від 1000 до 1400 м над рівнем моря, її довжина становить приблизно 500 км, а ширина — до 100 км. У рельєфі переважають піщані та кам'янисті рівнини, присутні солончаки і такири. В котловинах на дні долини розташований ряд великих і малих солоних озер, як правило, неглибоких, з блюдцеподібним профілем глибини. Найбільшими з цих озер є Боон-Цагаан-Нур та Орог-Нур. Рівень води в озерах значно коливається як між сезонами, так і з року в рік, деякі озера в посушливі роки можуть пересихати. Усі озера живляться водою з річок, що стікають з Хангайських гір, тоді як з Гобійського Алтаю немає постійного стоку. На окраїнах долини розташовані піщані бархани. Регіон навколо Гобійського Алтаю є сейсмічно активною зоною, у 1957 році тут стався 12-бальний землетрус.
Озера Гобійської долини є важливим місцем, де зупиняються численні мігруючі качки, кулики та інші водоплавні і коловодні птахи. Іхтіофауна регіону включає монгольських харіусів (Thymallus brevirostris) та османів (Oreoleuciscus), ендемічних для західної Монголії.
Долина Озер вперше була науково досліджена російським мандрівником та географом Миколою Пржевальським. У 1998 році всю долину, включно з озерами Боон-Цагаан-Нур, Таацин-Цагаан-Нур, Адгійн-Цагаан-Нур та Орог-Нур, було визнано Рамсарською конвенцією як водно-болотне угіддя міжнародного значення.